# 符騰堡的路易絲·弗蕾德里克
符騰堡的路易絲·弗蕾德里克（德語：Louise Friederike von Württemberg，1722年2月3日—1791年8月2日）是梅克倫堡-施威林公爵腓特烈二世的妻子。她的父親是腓特烈·路德維希，符騰堡公爵埃伯哈德·路德維希之子。

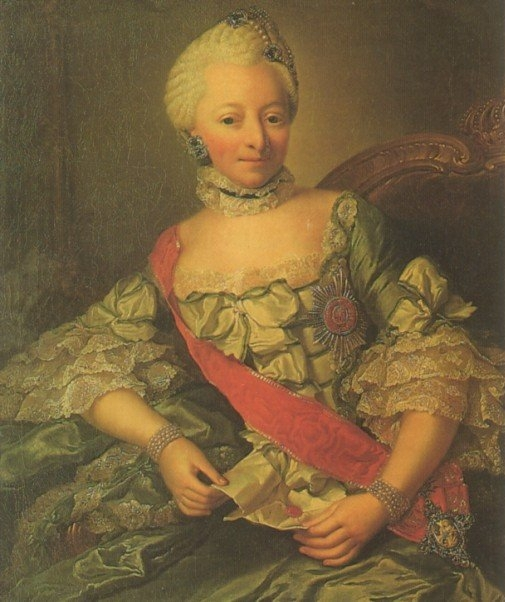
路易絲·弗蕾德里克